# Barndomsgater
Barndomsgater è un singolo del gruppo musicale norvegese Stavangerkameratene, pubblicato il 22 gennaio 2021 su etichetta discografica Universal Music Norway.

## Descrizione
Il brano è stato scelto dall'emittente norvegese NRK per il Melodi Grand Prix 2021, il programma di selezione del rappresentante nazionale per l'Eurovision Song Contest 2021. Selezionati fra i sei finalisti di diritto, gli Stavangerkameratene hanno presentato il brano dal vivo durante la seconda semifinale dell'evento, andata in onda il 23 gennaio 2021. Il gruppo ha successivamente pubblicato una versione in lingua inglese del brano, Who I Am, con la quale si esibirà alla finale del Melodi Grand Prix.

## Tracce
Testi e musiche di Tommy Fredvang, Lars Horn Lavik, Robin Sharma e Glenn Lyse.
1. Barndomsgater – 3:04